# Lancia Gamma
Lancia Gamma – samochód osobowy klasy średniej-wyższej produkowany przez włoską markę Lancia w latach 1976–1984.

## Historia i opis modelu

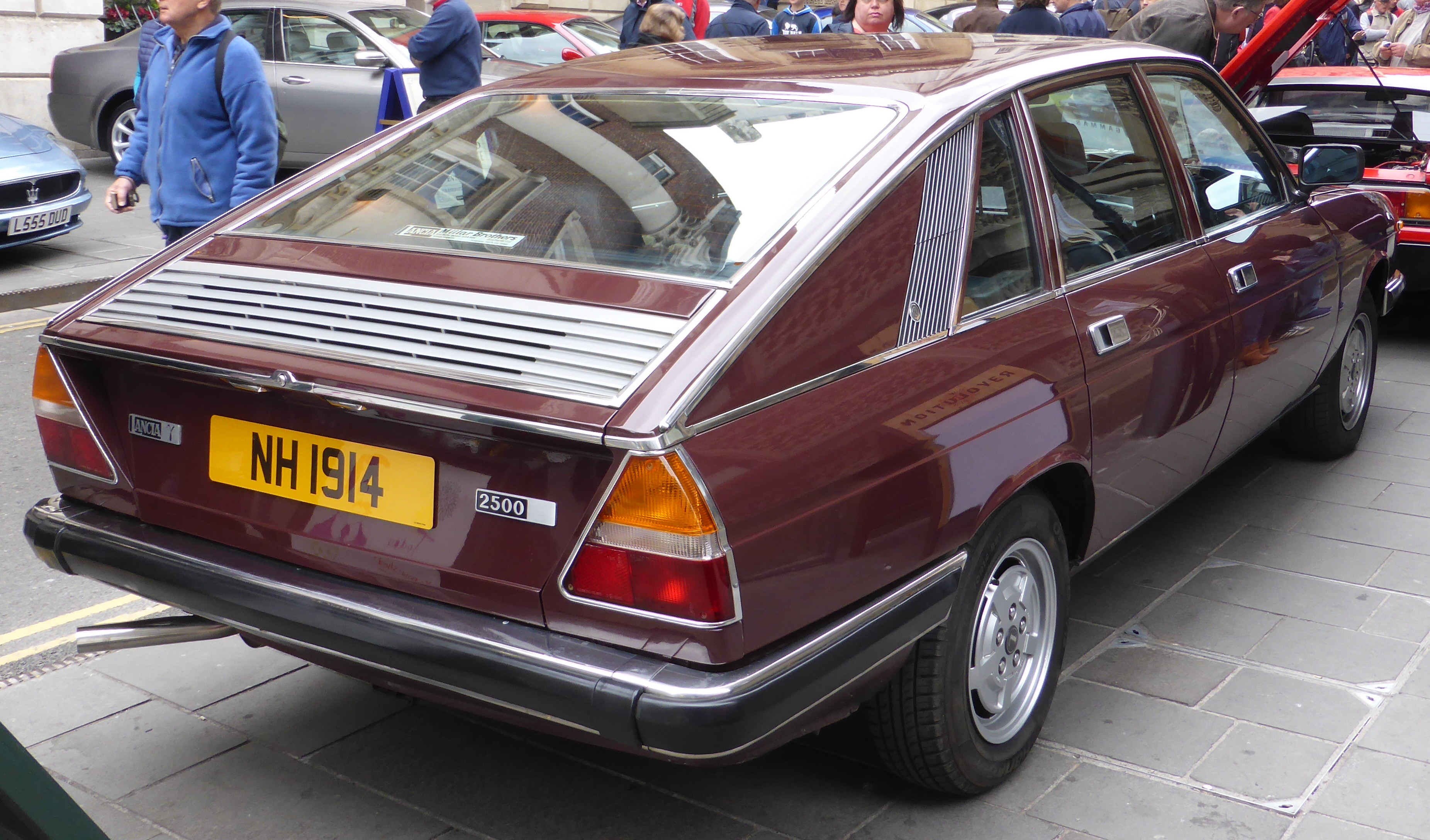
Lancia Gamma Berlina - tył

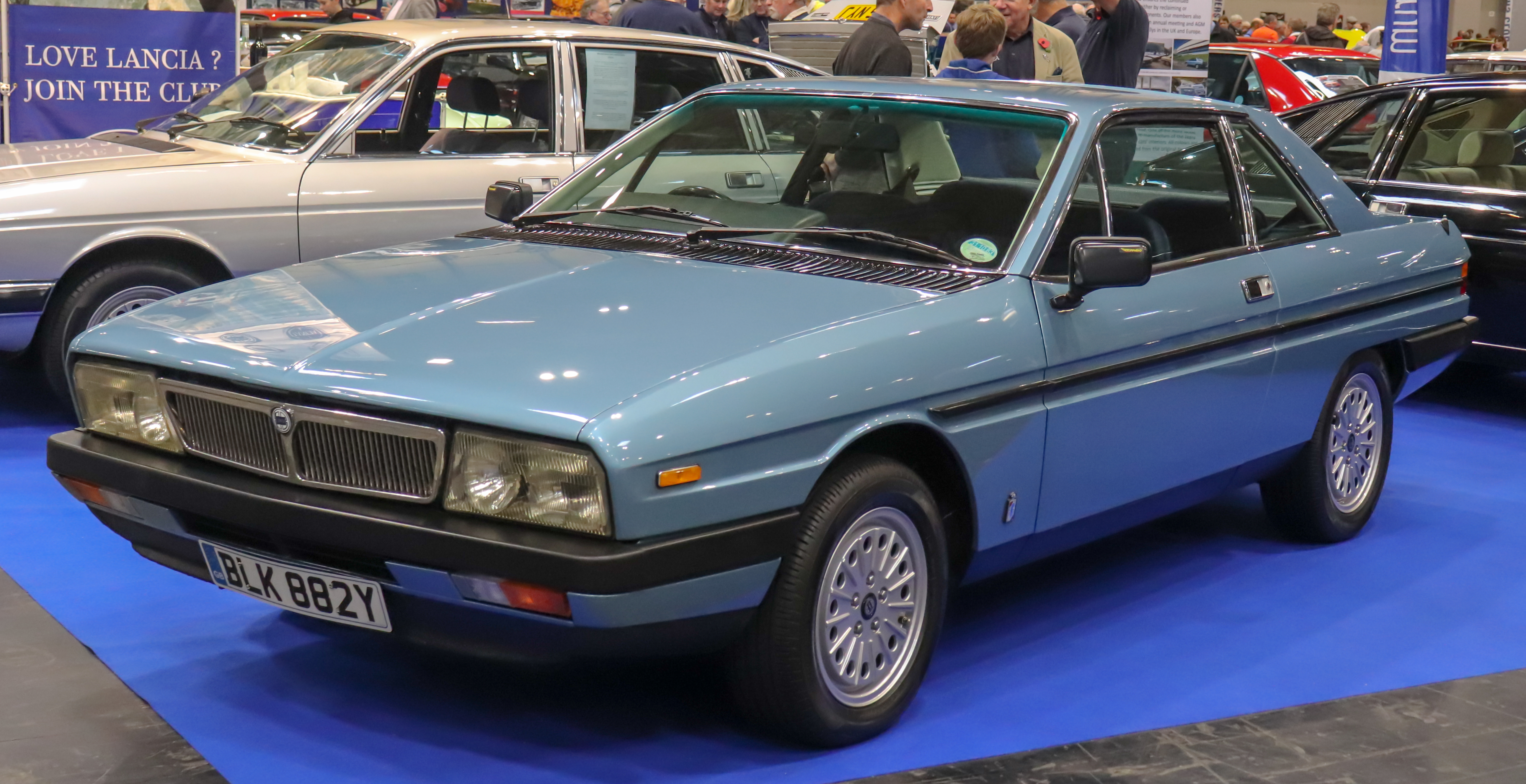
Lancia Gamma Coupe

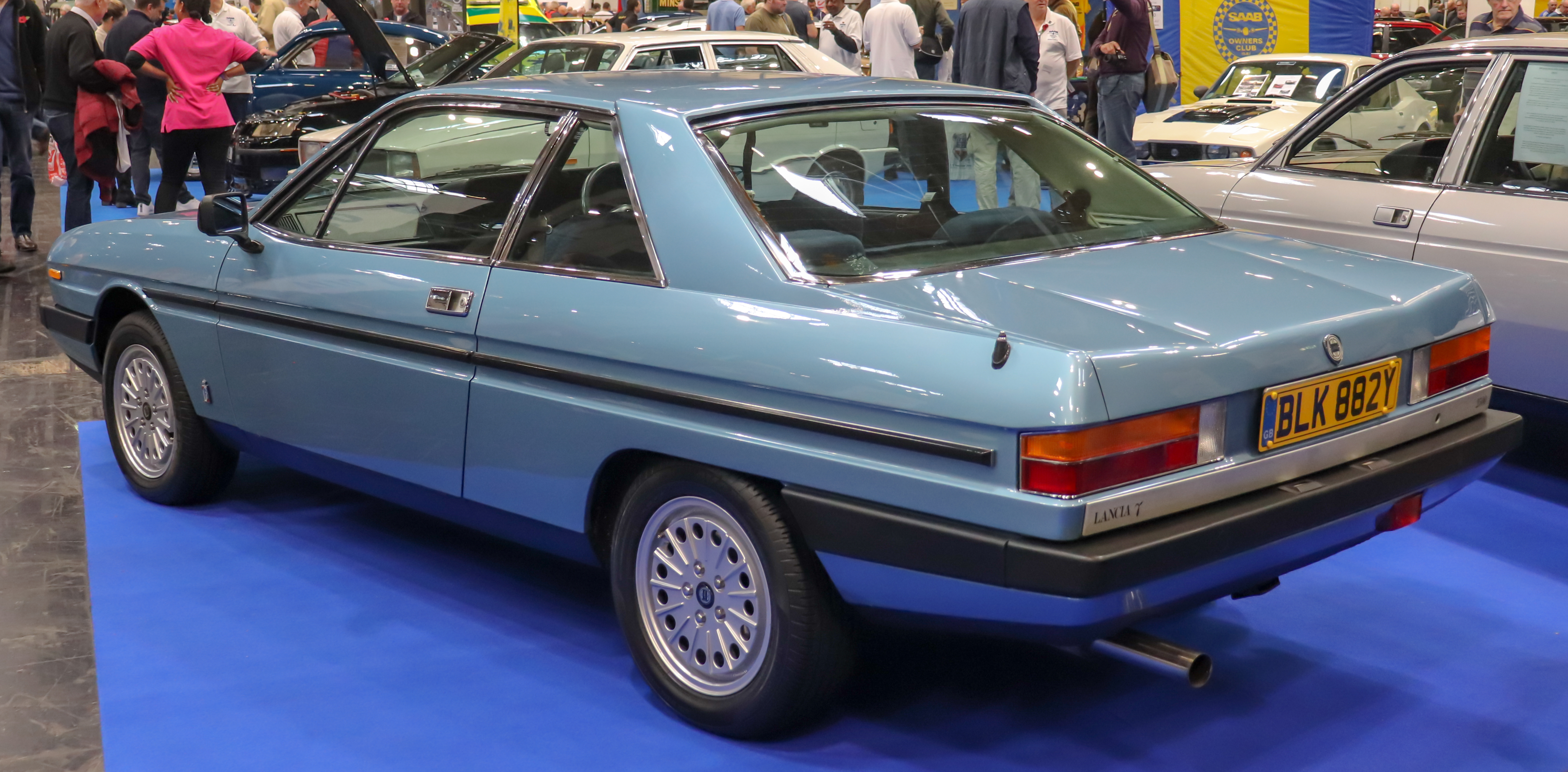
Lancia Gamma Coupe - tył

Dostępny jako 4-drzwiowy fastback oraz 2-drzwiowe coupé. Następca modelu Flavia. Do napędu używano silników B4 o pojemności 2,0 lub 2,5 litra. Moc przenoszona była na oś przednią poprzez 5-biegową manualną bądź 4-biegową automatyczną skrzynię biegów. Samochód został zastąpiony przez model Thema. Przez cały okres produkcji powstało 15 272 egzemplarzy Gammy w wersji Berlina oraz 6 789 Coupé.
Był to pierwszy nowy samochód skonstruowany przez Lancię po przejęciu przez Fiata. Nadwozie zaprojektowała Pininfarina. Silniki stosowane w Gammie były nowymi konstrukcjami, nie zdecydowano się na popularniejsze wówczas jednostki V6 czy też R6 ze względu na ich wymiary, wymusiłyby one inne przeprowadzenie linii maski. Motor B4 charakteryzował się zwartą konstrukcją, krótkim skokiem tłoka i wałem korbowym z trzema łożyskami głównymi. Głowice cylindrów jak i kadłub silnika odlano ze stopów lekkich, na każdą głowicę przypadał jeden wałek rozrządu. Pierwotnie dostępna była wersja 2500, później dodano także wariant 2000. Silnik zasilany był przez gaźnik, jednostka 2.5 mogła być także wyposażona we wtrysk paliwa.
W samochodzie wykorzystano dwuobwodowy układ hamulcowy z hamulcami tarczowymi na obu osiach. Zawieszenie przednie stanowiły trójkątne wahacze poprzeczne, kolumny McPhersona oraz stabilizator, z tyłu wykorzystano zaś poprzeczne ramiona wahaczy, kolumny McPhersona i stabilizator.

### Dane techniczne ('76 B4 2.0)
Źródło:

### Silnik
- B4 2,0 l (1999 cm³), 2 zawory na cylinder, SOHC
- Układ zasilania: gaźnik
- Średnica × skok tłoka: 91,50 mm × 76,00 mm
- Stopień sprężania: 9,0:1
- Moc maksymalna: 117 KM (85,8 kW) przy 5500 obr./min
- Maksymalny moment obrotowy: 172 N•m przy 3500 obr./min

### Osiągi
- Przyspieszenie 0-100 km/h: brak danych
- Prędkość maksymalna: 185 km/h

### Dane techniczne ('76 B4 2.5)
Źródło:

### Silnik
- B4 2,5 l (2484 cm³), 2 zawory na cylinder, SOHC
- Układ zasilania: wtrysk
- Średnica × skok tłoka: 102,00 mm × 76,00 mm
- Stopień sprężania: 9,0:1
- Moc maksymalna: 142 KM (104,4 kW) przy 5400 obr./min
- Maksymalny moment obrotowy: 209 N•m przy 3000 obr./min

### Osiągi
- Przyspieszenie 0-100 km/h: 9,4 s
- Prędkość maksymalna: 193 km/h